# Чёрная (приток Сабарды)
Чёрная — река в России, протекает в Красноуфимском округе Свердловской области. Устье реки находится в 12 км по правому берегу реки Сабарды. Длина реки составляет 11 км. Течёт на северо-запад через леса.

## Данные водного реестра
По данным государственного водного реестра России относится к Камскому бассейновому округу, водохозяйственный участок реки — Уфа от Нязепетровского гидроузла до Павловского гидроузла, без реки Ай, речной подбассейн реки — Белая. Речной бассейн реки — Кама.